# Chứng chỉ khai thác máy bay
AOC (Air Operator Certificate) là chứng chỉ nhà khai thác máy bay được nhà chức trách hàng không phê chuẩn nhà khai thác đó được quyền khai thác máy bay với mục đích thương mại hoặc chỉ khai thác trong phạm vi chứng chỉ cho phép. Hiệu lực của AOC tùy thuộc vào nhà chức trách hàng không.
Để được cấp chứng chỉ AOC, nhà khai thác phải có máy bay để khai thác, phải thỏa mãn những yêu cầu về an toàn, tính khả phi, có trụ sở, văn phòng, và phải không có AOC của nhà chức trách khác. Chứng chỉ này có thể là bản photo cất trên máy bay (trong khi các chứng chỉ mang theo máy bay thường phải là bản gốc) và phải trình ra được bản chính sau đó nếu có yêu cầu kiểm tra từ nhà chức trách.

## Yêu cầu
Các yêu cầu để có được AOC khác nhau giữa các quốc gia, nhưng thường được định nghĩa là:
- Có đủ nhân sự với kinh nghiệm cần thiết cho loại hoạt động được yêu cầu,
- Tàu bay tình trạng tốt, phù hợp với loại hoạt động được yêu cầu,
- Hệ thống được chấp nhận để đào tạo phi hành đoàn và vận hành máy bay (Hướng dẫn vận hành)
- Một hệ thống chất lượng để đảm bảo rằng tất cả các quy định hiện hành được tuân theo,
- Việc bổ nhiệm các nhân viên chịu trách nhiệm chính, người chịu trách nhiệm cho các chức năng quan trọng an toàn cụ thể như đào tạo, bảo trì và vận hành,
- Bảo hiểm trách nhiệm vận chuyển (đối với các hãng hàng không) - Nhà khai thác phải có đủ bảo hiểm để chi trả cho thương tích hoặc tử vong của bất kỳ hành khách nào mang theo.[3]
- Bằng chứng là nhà điều hành có đủ tài chính để tài trợ cho hoạt động
- Nhà điều hành có đủ cơ sở hạ tầng mặt đất, hoặc sắp xếp để cung cấp đủ cơ sở hạ tầng, để hỗ trợ các hoạt động của mình vào các cảng được yêu cầu.
- Giấy chứng nhận được giữ bởi pháp nhân cư trú tại quốc gia hoặc khu vực áp dụng (đối với EASA)